# Mama (telenovela)
Mama é uma telenovela venezuelana exibida em 1975 pela Venevisión.

## Elenco
- Libertad Lamarque- Soledad
- Rolando Barral
- Caridad Canelón
- Rebeca González
- Martín Lantigua
- Eduardo Serrano